# 古谷石
古谷石（ふるやいし）は、和歌山県で産する鑑賞用の石材。盆石としても使用される。川から拾った石や、岩石を割って加工したものではなく独自の生い立ちを持つ自然石である。

## 歴史
清和天皇の貞観年間、5年（863年）に千里の浜で、夜な夜な光を放つ奇石が発見され、藤原常行の父、藤原良相に届けられた。良相は天応のお目にかけようとしたが、石の到着が遅れ、8年（866年）に百花亭への御幸の際に献上した。この石は現在、広島市の福王寺に現存すると伝わる。

## 愛好者
古谷石、または瓜谷石と呼ばれていたこの石は、江戸時代中期、正徳、享保（1711年～1736年）の頃に文人墨客に愛好され始めた。頼山陽は愛石家として有名だが、多くの古谷石を愛蔵していた。これは次男の頼支峰が友人の紀伊田辺藩の儒者桑原鷲峰を頼って、同地に住んだことも関係しており、また佐藤一斎は、柴野栗山が所蔵する古谷石に、「古谷石赤壁に題す」という詩を寄稿している。

## 産地
和歌山県田辺市秋津川から日高郡みなべ町西本庄にかけて分布。